# Грудзьондз
Грудзьондз (пол. Grudziądz, нім. Graudenz) — місто на півночі Польщі, належить до Куявсько-Поморського воєводства.
Пам'ятки Грудзьондза належать до Європейського шляху цегляної готики.

## Пам'ятки

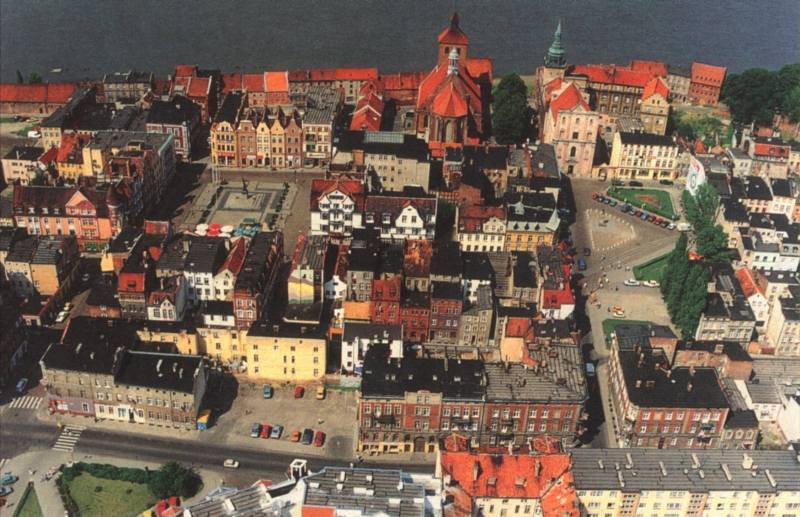
Центр міста

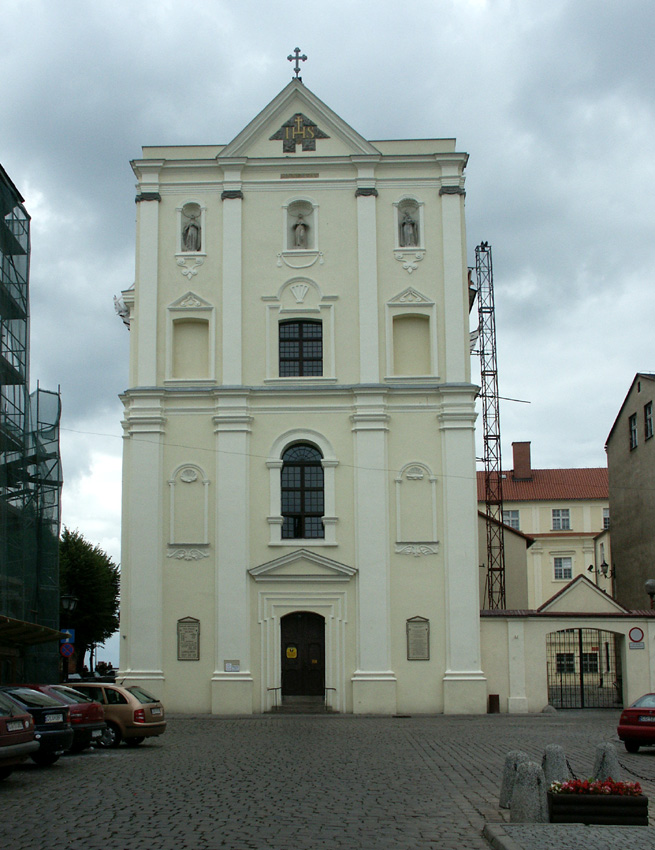
Костел святого Франциска Ксав'єра

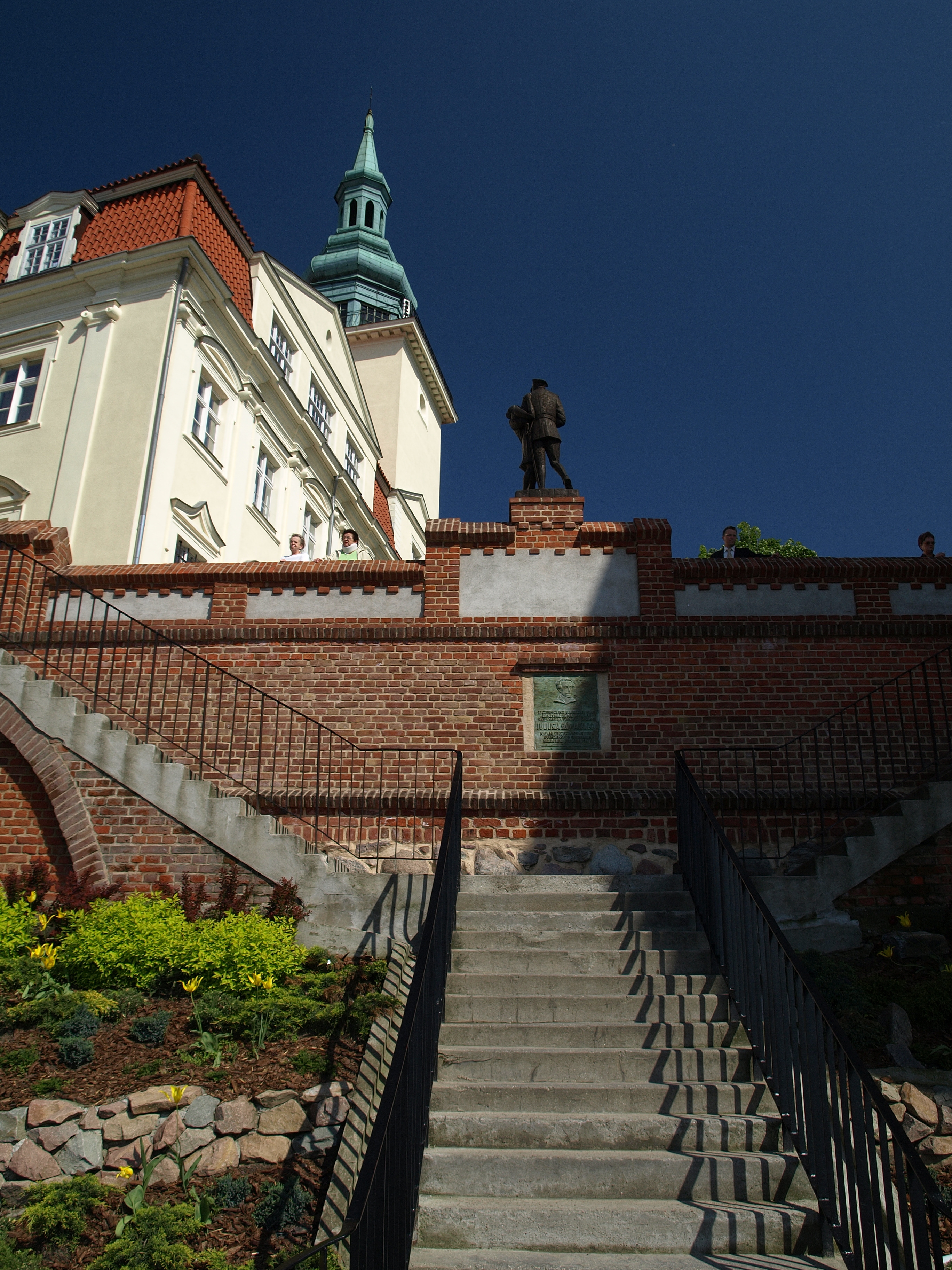
Ратуша

- Середньовічне планування Старого міста
- Стіни XIV — XV століть, Водяні ворота
- Руїни замку тевтонських лицарів другій половині XIII століття (на Замковій горі)
- Кам'яні будинки у старій частині міста
- Цитадель, побудована на рубежі XVIII–XIX століть.
- Будівля реального училища
- Будівля колишньої учительській семінарії
- Будівля масонської ложі
- Колишній монастир бенедиктинців, побудований на рубежі XVII–XVIII століть у стилі бароко
- Костел Святого Духа XVI століття (перебудований у XVII столітті).
- Старий Євангелічний костел
- Гарнізонний костел
- Костел Святого Яна
- Каплиця Святого Єжи
- Костел Святого Хреста
- Костел Святого Миколая (XIII–XV вв.)
- Костел Непорочного Серця Марії
- Костел Святого Франциска Ксав'єра XVIII століття
- Коледж XVII — XVIII століть (зараз ратуша)
- Трамвайне депо XIX століття
- Руїни пивоварні
- Міська бібліотека
- Ботанічний сад

## Демографія
Демографічна структура станом на 31 березня 2011 року:
|          | Загалом | Допрацездатний вік | Працездатний вік | Постпрацездатний вік |
| -------- | ------- | ------------------ | ---------------- | -------------------- |
| Чоловіки | 47095   | 9018               | 32998            | 5079                 |
| Жінки    | 51630   | 8565               | 30780            | 12285                |
| Разом    | 98725   | 17583              | 63778            | 17364                |

## Персоналії
- Лео Вайт (1882-1948) — американський актор театру і кіно.

## Українці в Грудзьондзі
У місті на військовому цвинтарі на Zawiszy Czarnego на православній ділянці знаходиться поховання Івана Гітченка – киянина, вояка УНР (1890-16.10.1927), консула Уряду УНР у Варшаві, згодом геодезиста в Грудзьондзі. На цьому ж цвинтарі поховано вояків Червоної армії, серед яких багато українців.
У місцеву тюрму 15 лютого 1949 року вивезли українських священиків з концтабору в Явожні у зв’язку з його ліквідацією, а наступного місяця їх відправлено на місця депортації. 25.10.1953 р. тут загинув український підпільник Андрій Нісевич – син Андрія і Анни народжений 4.12.1907 р. в Добрій Шляхетській (Dobrej Szlacheckiej), Сяноцький повіт. Табірний номер 765.